# 무당벌레

조지아 해독의 꽃 피는 식물에서 채집된 무당벌레. 스케일 바는 1 cm를 나타낸다.

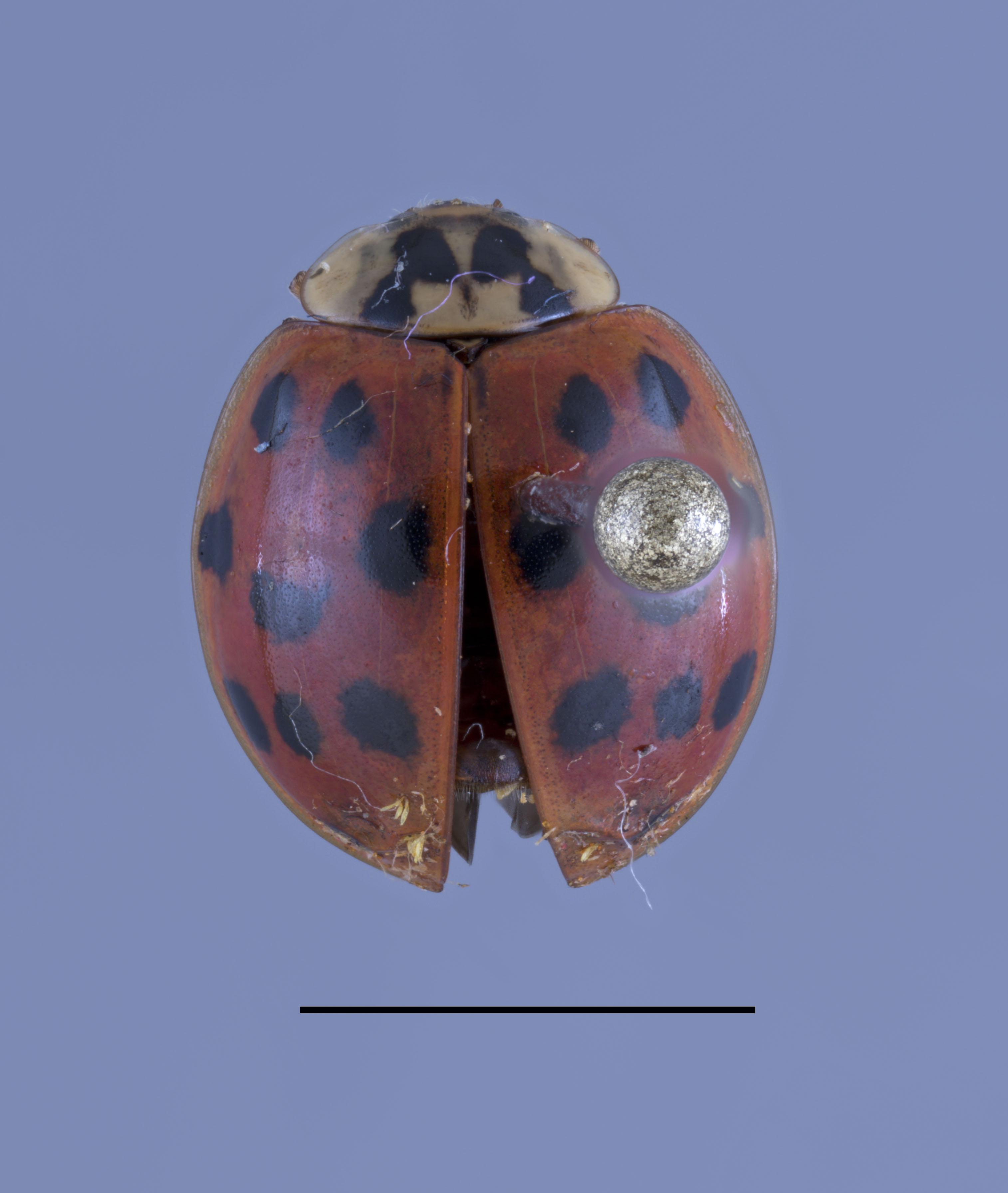
무당벌레. 스케일 바는 1 cm를 나타낸다. 2024년 9월 20일 조지아 볼드윈 카운티의 주택 내부에서 채집.

무당벌레(학명: Harmonia axyridis)는 무당벌레과에 속하는 곤충이다. 색은 노란 귤색에서 검은색에 이르며 등 쪽에는 검은 점이 여럿 있지만 가끔 없는 개체도 있다. 동아시아가 기원이지만 진딧물과 깍지벌레를 통제할 목적으로 북아메리카와 유럽에도 들여왔다.
이 종은 세계에서 가장 변이가 심한 무당벌레종 중 하나로, 매우 넓은 범위의 색채 형태를 가지고 있다. 이 종은 동아시아가 원산지이며, 진딧물과 깍지벌레를 방제하기 위해 북미와 유럽에 인위적으로 도입되었다. 현재 이 지역에서 흔하고 잘 알려져 있으며 확산되고 있으며, 아프리카와 남아메리카 전역에도 정착했다. 이 종은 북미에서 눈에 띄며, 10월에 월동을 위해 종종 집으로 침입하기 때문에 현지에서는 할로윈 딱정벌레(Halloween beetle)로 알려져 있다. 다른 이름으로는 다변량, 남부, 일본, 호박 무당벌레 등이 있다.

## 설명
무당벌레는 무당벌레과 딱정벌레의 전형적인 모양과 구조를 가지고 있으며, 돔형이고 딱지날개(날개 덮개), 앞가슴등판, 머리 사이의 전환이 "부드럽다". 크기는 5.5mm에서 8.5mm에 이른다.
흔한 색상 형태, f. "succinea"는 주황색 또는 붉은색을 띠며 크기가 다양한 0-22개의 검은 점이 있다. 다른 일반적인 형태인 f. "conspicua"와 f. "spectabilis"는 각각 두 개 또는 네 개의 붉은색 무늬가 있는 균일한 검은색이다. 앞가슴등판은 흰색이며, M자 형태의 몇 개의 검은 점에서 거의 완전히 검은색에 이르는 다양한 검은색 무늬가 있다. 아랫면은 넓은 적갈색 테두리가 있는 어두운색이다. 다른 많은 형태도 기록되었다. 극단적인 형태는 완전히 검은색이거나 검은색, 주황색, 붉은색의 복잡한 패턴을 특징으로 할 수 있다. 색채 다형성은 유전적일 가능성이 높지만, 번데기가 다른 온도에 노출되는 위치와 시기에 따라 달라질 수 있다. 어두운 색상 변형은 북미보다 아시아에서 더 흔하다.
알은 나이에 따라 노란색의 음영이 다르지만, 부화하기 하루 전에 검은색으로 변한다. 평균 길이는 약 1.2mm이다.
이 딱정벌레의 큰 크기는 보통 식별의 첫 번째 단서가 된다. 변이에도 불구하고, 이 종은 일반적으로 무늬 없는 주황색 또는 붉은색 형태를 제외하고는 다른 종과 앞가슴등판 또는 딱지날개 패턴이 겹치지 않는다. 유럽에서는 훨씬 작은 Adalia decempunctata와 유사하며, 미국에서는 훨씬 작은 Mulsantina picta와 Adalia bipunctata의 점 없는 형태와 유사하다. 식별이 어려운 경우, 아랫면 패턴이 보통 신뢰할 수 있는 결론을 가능하게 한다. 일반적인 형태의 식별은 가장 간단하며, 덜 흔한 변종은 식별하는 데 더 오래 걸릴 수 있다. 이들은 항상 적갈색 다리를 가지고 있으며, 멜라닌 색소 형태에서도 복부 아래쪽이 분명히 갈색이다.

## 분포
무당벌레는 서쪽으로는 중앙 시베리아, 카자흐스탄, 우즈베키스탄에서 동쪽으로는 일본, 한국, 몽골, 중화인민공화국, 중화민국을 포함한 태평양 연안까지 러시아를 거쳐 남쪽으로는 히말라야산맥까지 동아시아가 원산지이다.
탐욕스러운 포식자로서, 이 종은 진딧물과 깍지벌레의 생물적 방제제로 확인되었다. 그 결과, 미국과 유럽 일부를 포함한 많은 국가의 온실, 농경지, 정원에 도입되었다. 이 종은 현재 북미(미국, 캐나다, 멕시코), 중앙아메리카(과테말라, 온두라스, 코스타리카, 파나마), 남아메리카(브라질, 베네수엘라, 콜롬비아, 에콰도르, 페루, 아르헨티나, 칠레), 유럽(이탈리아, 스페인, 영국, 덴마크, 스웨덴, 노르웨이, 핀란드, 네덜란드, 벨기에, 룩셈부르크, 프랑스, 독일, 체코, 슬로바키아, 헝가리, 루마니아, 세르비아, 크로아티아, 보스니아 헤르체고비나, 폴란드), 이스라엘, 뉴질랜드, 남아프리카에 정착했다.

### 북아메리카

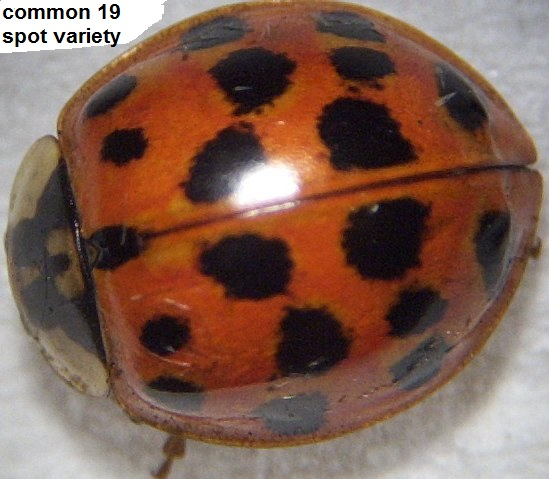
북캘리포니아의 전형적인 무당벌레 표본

이 종은 인간 매개 과정으로 인해 대륙을 가로질러 퍼졌다. 이들은 진딧물 확산을 통제하려는 시도로 미국에 도입된 결과 북미에 정착했다. 지난 30년 동안 이 곤충은 미국과 캐나다 전역에 퍼졌으며, 진딧물 개체수 통제에 중요한 요소가 되었다. 미국에 처음 도입된 것은 1916년까지 거슬러 올라간다. 이 종은 진딧물 개체수를 성공적으로 통제한 후에도 야생에 정착하는 데 계속 실패했지만, 약 1988년 루이지애나주 뉴올리언스 근처 야생에서 정착한 딱정벌레 개체군이 관찰되었다. 그 후 몇 년 동안, 이 종은 빠르게 다른 주로 퍼져 나갔고, 5년에서 7년 이내에 중서부에서 가끔 관찰되다가 약 2000년에는 이 지역에서 흔해졌다. 이 종은 또한 1991년에는 북서부에, 1994년에는 북동부에 정착했으며, 이는 단순히 남동부에서 온 것이 아니라 원산지로부터의 추가 도입에 의해 도움을 받았다. 보도에 따르면, 이 종은 (최근 중국에서 온 후 미국에 나타난) 콩 진딧물을 많이 먹어 2001년에 농부들에게 막대한 돈을 절약해 주었다고 한다.

### 전 세계적 전파
무당벌레의 전 세계적인 전파 경로는 2010년 유전 표지자로 설명되었다. 동북미와 서북미의 개체군은 원산지로부터의 두 번의 독립적인 도입에서 유래했다. 남아메리카와 아프리카 개체군은 모두 동북미에서 독립적으로 유래했다. 유럽 개체군 또한 동북미에서 유래했지만, 유럽 생물 방제 계통의 개체들과 상당한 유전적 혼합이 있었다(40%로 추정됨).
이 종은 부분적으로는 실내에서 월동하려는 경향과 놀라거나 으깨졌을 때 체액이 남기는 불쾌한 냄새와 얼룩, 그리고 사람을 물려는 경향 때문에 세계에서 가장 침입적인 곤충 중 하나로 널리 간주된다. 유럽에서는 현재 토착종에 해를 끼치며 증가하고 있으며, 그 왕성한 식욕은 다른 무당벌레를 압도하고 심지어 잡아먹기까지 할 수 있게 한다. 할리퀸 무당벌레는 또한 다른 무당벌레 종에 영향을 미치는 질병에 매우 강하며, 자신은 면역력이 있지만 다른 종을 감염시키고 죽일 수 있는 미포자충류 기생충을 가지고 있다. 토착 무당벌레 종은 무당벌레가 침입한 지역에서 종종 극적인 감소를 겪었다. 2015년에는 영국에서 가장 빠르게 침입하는 종으로 선언되었으며, 2004년에 첫 발견이 확인된 후 전국적으로 확산되었다.
가정 해충 상태 외에도, 할리퀸은 아이오와, 오하이오, 뉴욕주, 온타리오에서 작물과 함께 우연히 수확된 미미한 농업 해충으로 보고되었으며, "무당벌레 오염"으로 알려진 감지할 수 있고 뚜렷하게 불쾌한 맛을 유발한다. 특히, 딱정벌레에 의한 포도 오염은 와인의 맛을 변화시키는 것으로 밝혀졌다.

## 생물학 및 행동

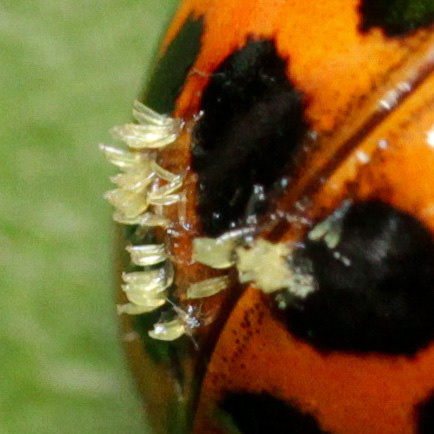
무당벌레에 있는 헤스페로마이세스 하모니아.

무당벌레는 추운 계절에 휴면 상태가 되지만, 온도가 약 10 °C (50 °F)에 도달하면 움직인다. 딱정벌레는 틈새와 다른 시원하고 건조하며 밀폐된 공간을 이용하여 월동하기 때문에, 충분히 큰 구멍이 있다면 벽 안에 상당한 수가 모일 수 있다.
가을에는 종종 대규모 집합체가 발견된다. 딱정벌레는 서로에게 신호를 보내는 페로몬을 가지고 있다. 그러나 많은 집합 신호는 시각적이며, 장거리(주변 환경과 다른 밝은 색 구조물)와 단거리(참여할 기존 집합체)에서 모두 장소를 선택한다. 이전 집합체가 남긴 비휘발성 장쇄 탄화수소도 장소 선택에 중요한 역할을 한다. 시각적 단서와 탄화수소 단서 모두 휘발성 페로몬보다 중요하다.
이들은 열 때문에 햇볕이 잘 드는 곳에 모이는 경향이 있으며, 그래서 꽤 추운 겨울날에도 일부 동면하는 딱정벌레는 태양열로 인해 "깨어난다". 대규모 개체군은 무리를 형성하고 한 지역에 오랫동안 머물 수 있기 때문에 문제가 될 수 있다. 딱정벌레는 창문 위쪽 모서리에 머무는 그룹을 형성할 수 있다. 이 딱정벌레는 또한 따뜻함을 위해 어두운 가림막 재료에 끌리는 것으로 밝혀졌다. 시력이 좋고, 옮겨진 곳에서 되돌아오며, 도발하면 작게 무는 것으로 알려져 있다.
무당벌레는 다른 무당벌레와 마찬가지로 이소프로필 메톡시 피라진을 화학적 방어 물질로 사용하여 포식을 막으며, 또한 다른 많은 무당벌레 종보다 훨씬 높은 농도로 이 화학 물질을 혈림프에 함유하고 있으며, 조화 같은 종 및 속 특이적 방어 화합물도 포함하고 있다. 이 곤충들은 자극을 받으면 반사 출혈을 일으켜 다리에서 혈림프를 방출한다. 이 액체는 고약한 냄새(죽은 잎과 유사)와 쓴 맛이 나며, 다공성 물질에 얼룩을 남길 수 있다. 일부 사람들은 이 딱정벌레에 노출되면 알레르기 알레르기성 비염결막염을 포함한 반응을 보인다. 때때로 딱정벌레는 사람을 물기도 하는데, 이는 아마도 소금을 얻으려는 시도일 수 있지만, 많은 사람들은 딱정벌레가 피부 위를 걸어갈 때 따끔거리는 느낌을 받는다. 물린 상처는 일반적으로 자극 이상을 일으키지 않지만, 소수의 사람들은 물린 상처에 알레르기 반응을 보인다. 자연 포식자로는 새, 병정노린재, 개미 (침입종인 붉은불개미 포함), 그리고 동족인 무당벌레를 포함한 다른 무당벌레과 곤충들이 있다.
이 딱정벌레는 색상, 점 크기 및 딱지날개의 점 개수의 변화 때문에 식별하기 어려울 수 있다. 무당벌레 f. succinea를 식별하는 가장 쉬운 방법은 앞가슴등판을 보고 검은색 무늬가 "W" 또는 "M" 글자처럼 보이는지 확인하는 것이다. 이 종은 대부분의 북미 토착종보다 앞가슴등판에 더 많은 흰색 무늬가 있지만, 이 특징은 세계 다른 지역의 종과 구별하려고 할 때는 유용하지 않다.

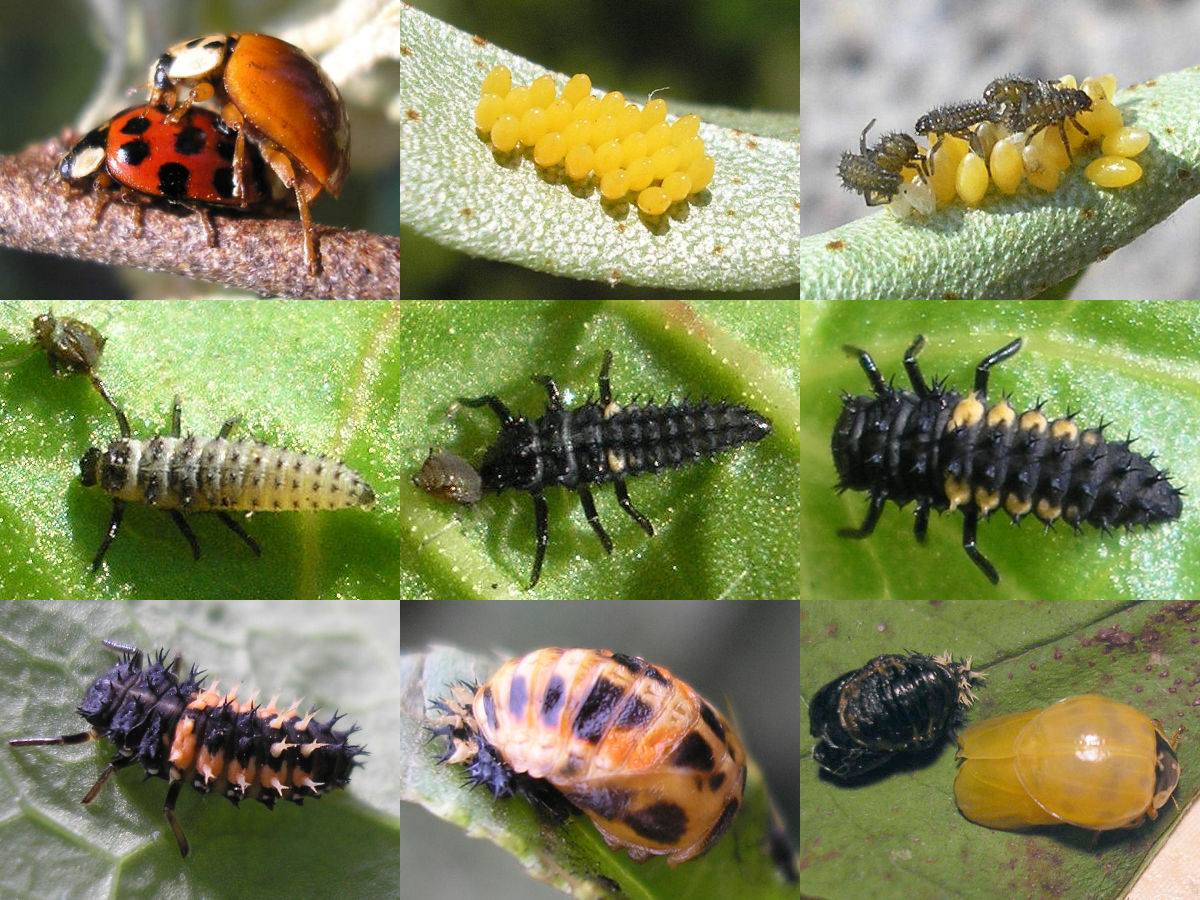
수명 주기: 교배, 알, 다섯 유생 단계, 번데기 및 새로 태어난 성체
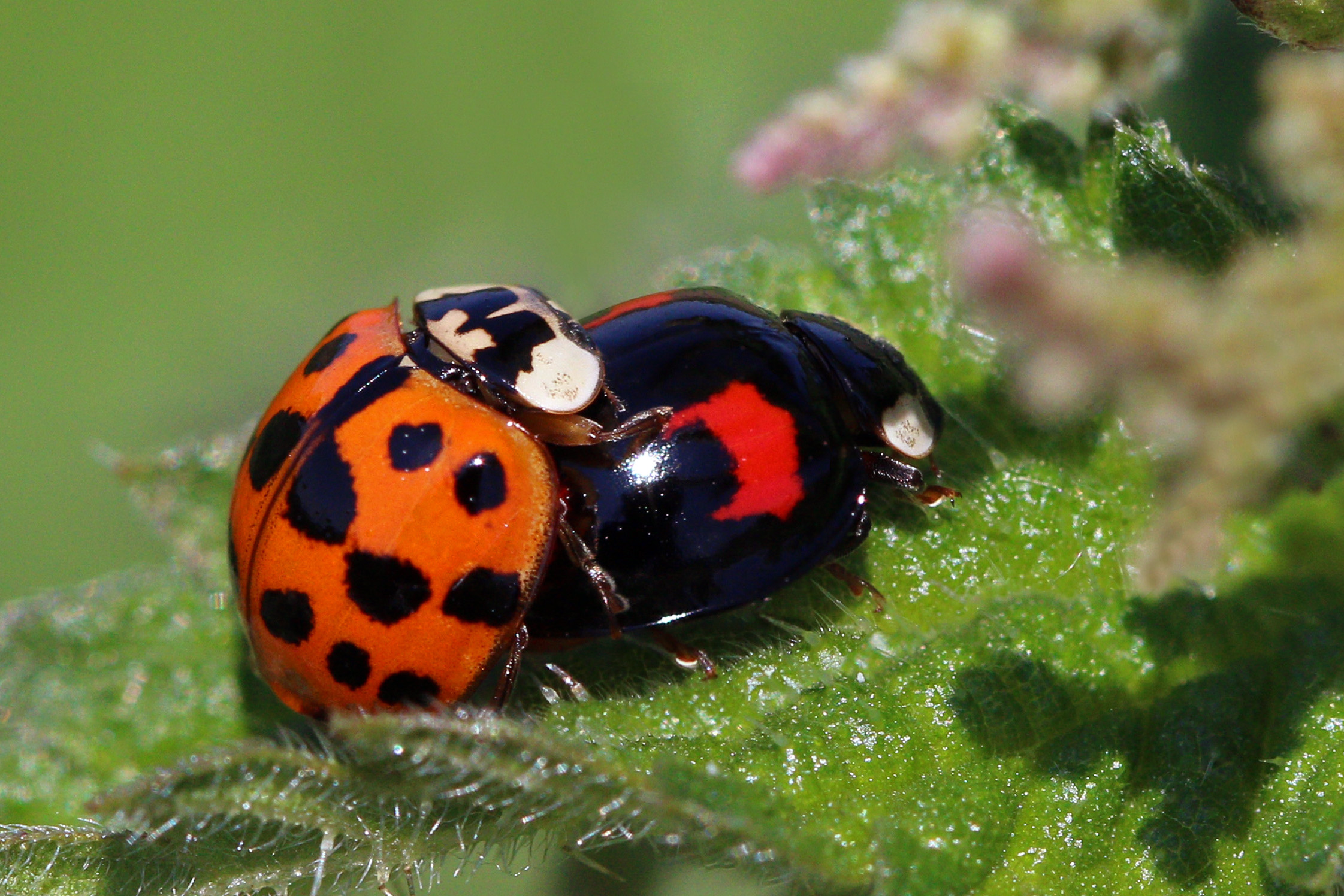
교배
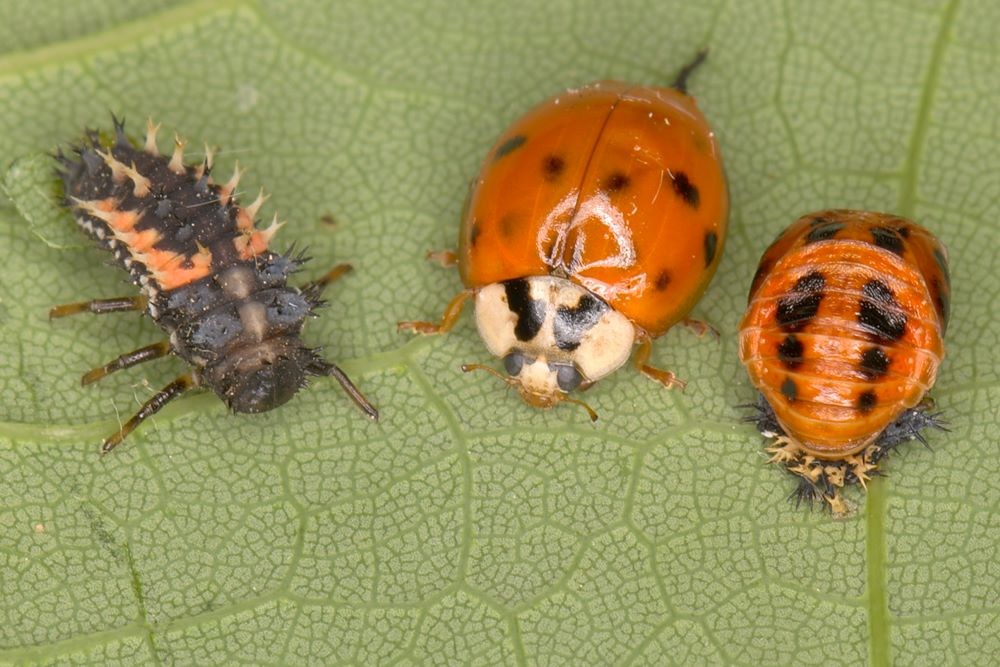
유충 (왼쪽), 성체 (중앙), 번데기 (오른쪽)
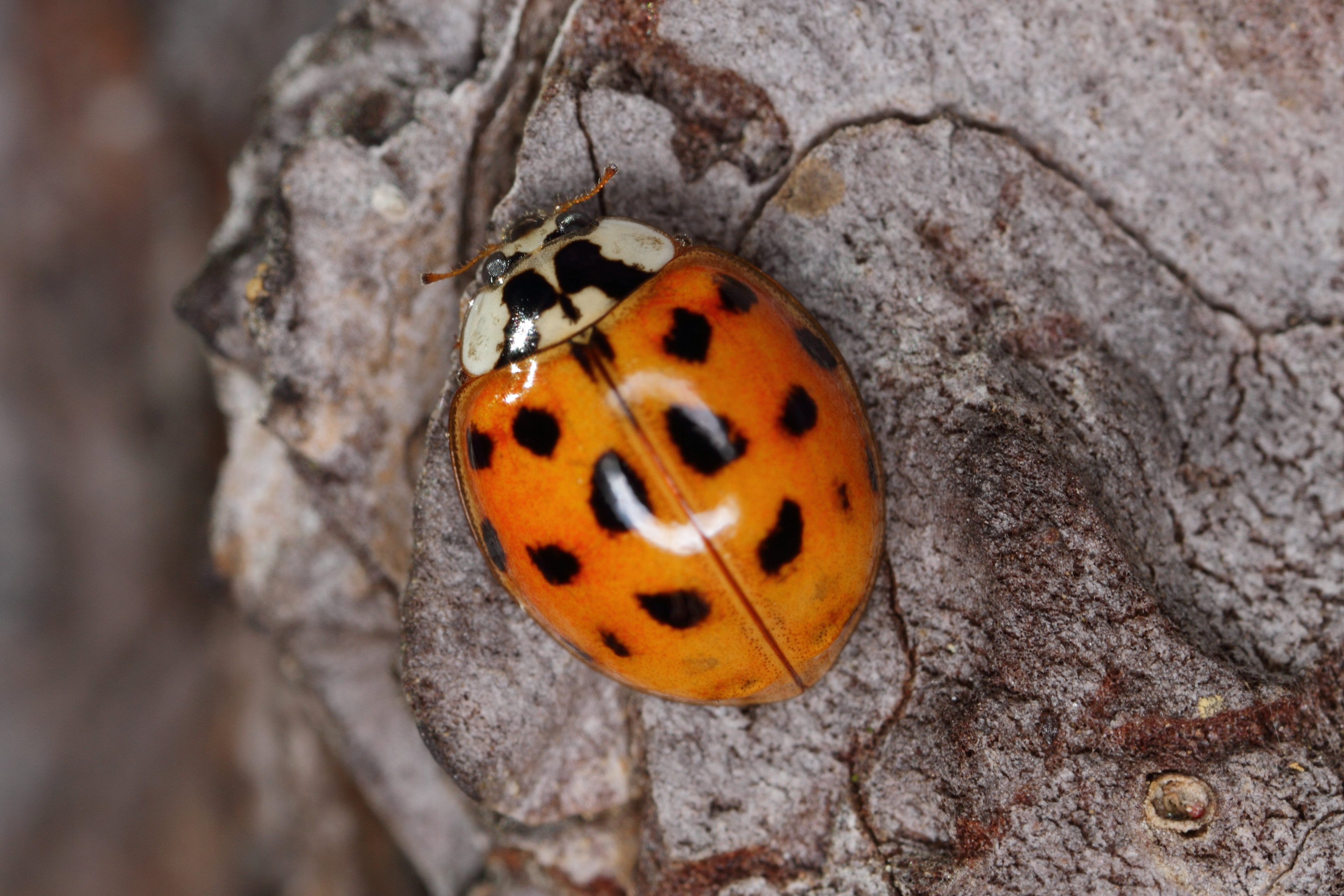
반점 있는 성체
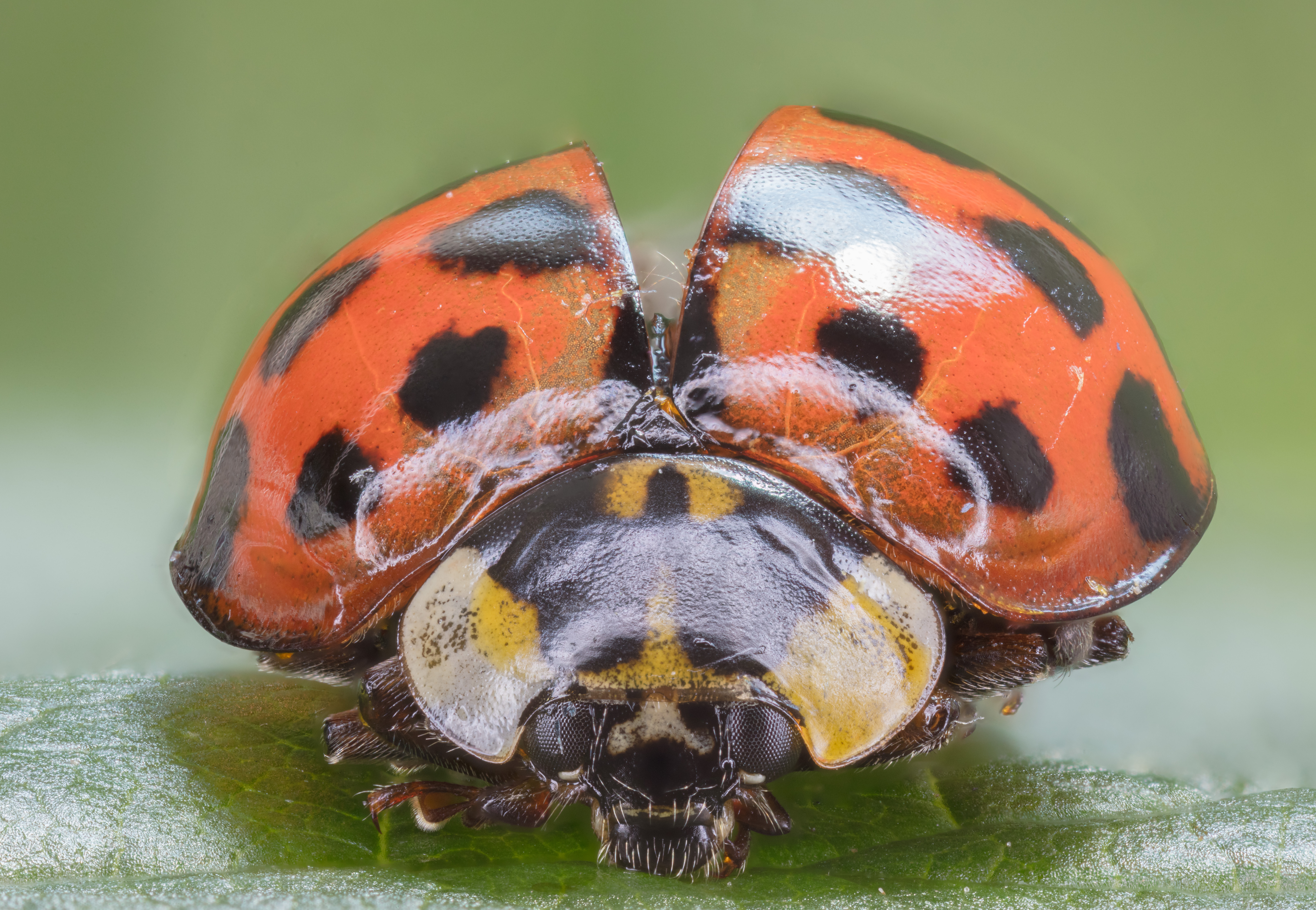
딱지날개가 약간 열린 상태
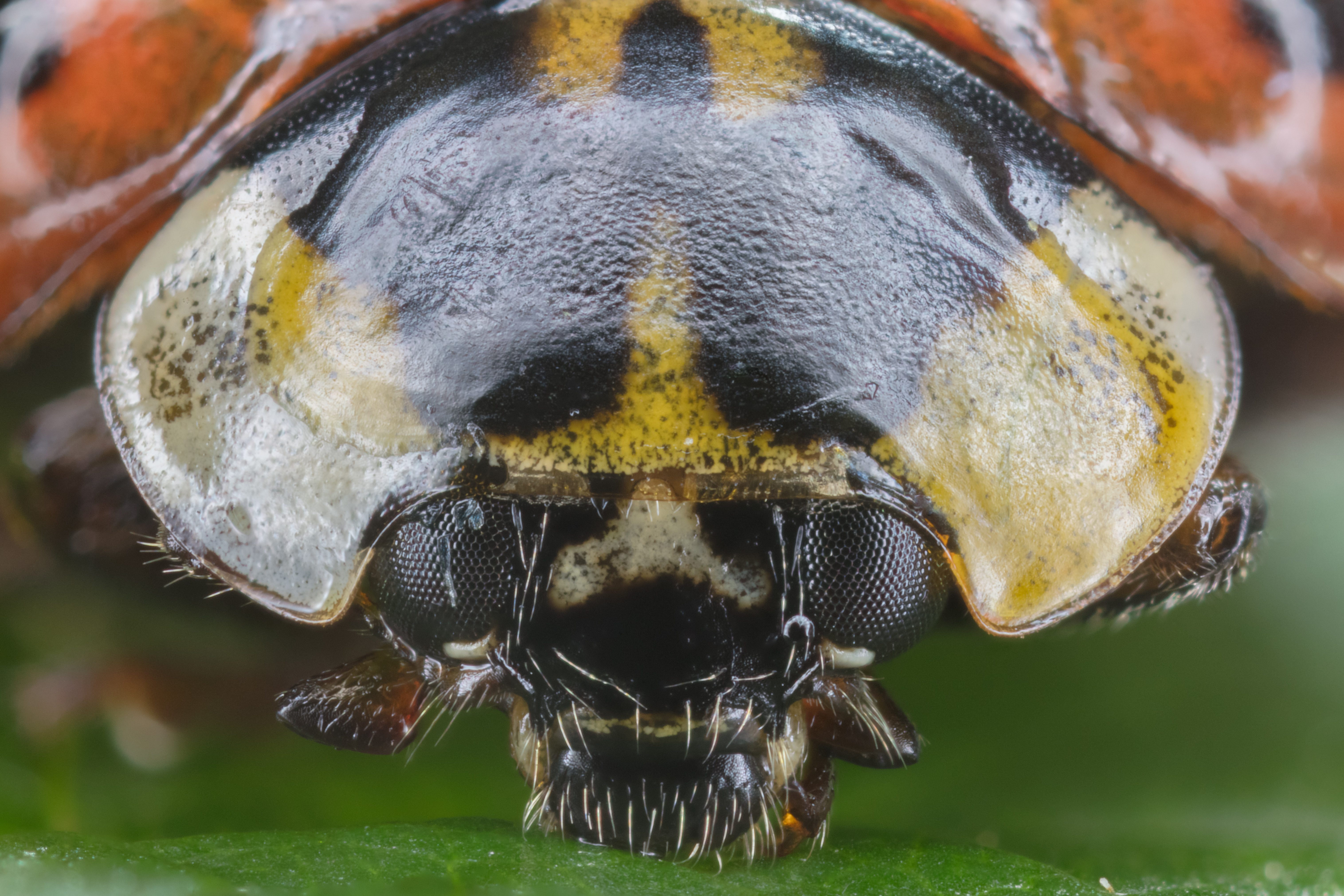
머리와 흉부 상세
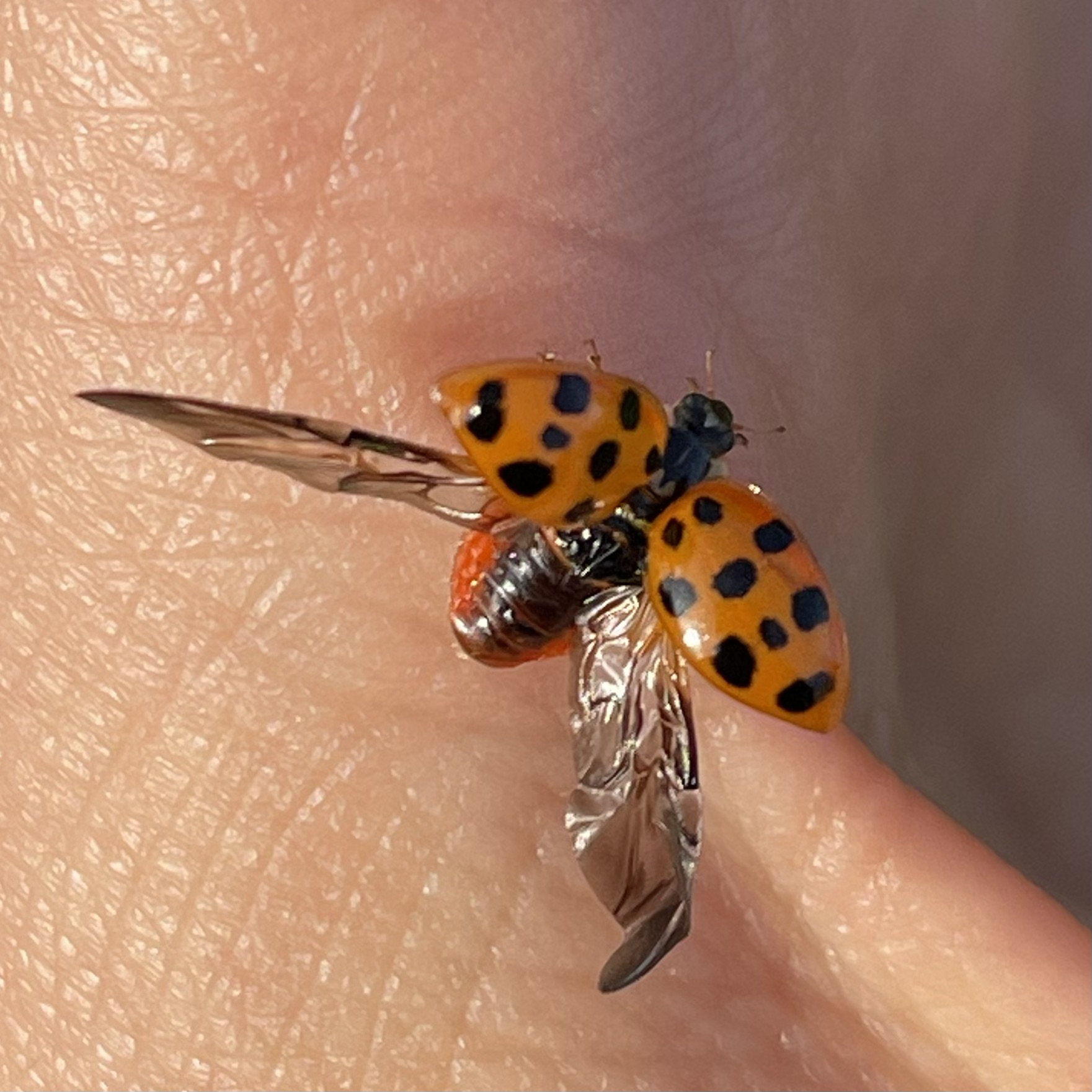
날개를 펼친 상태
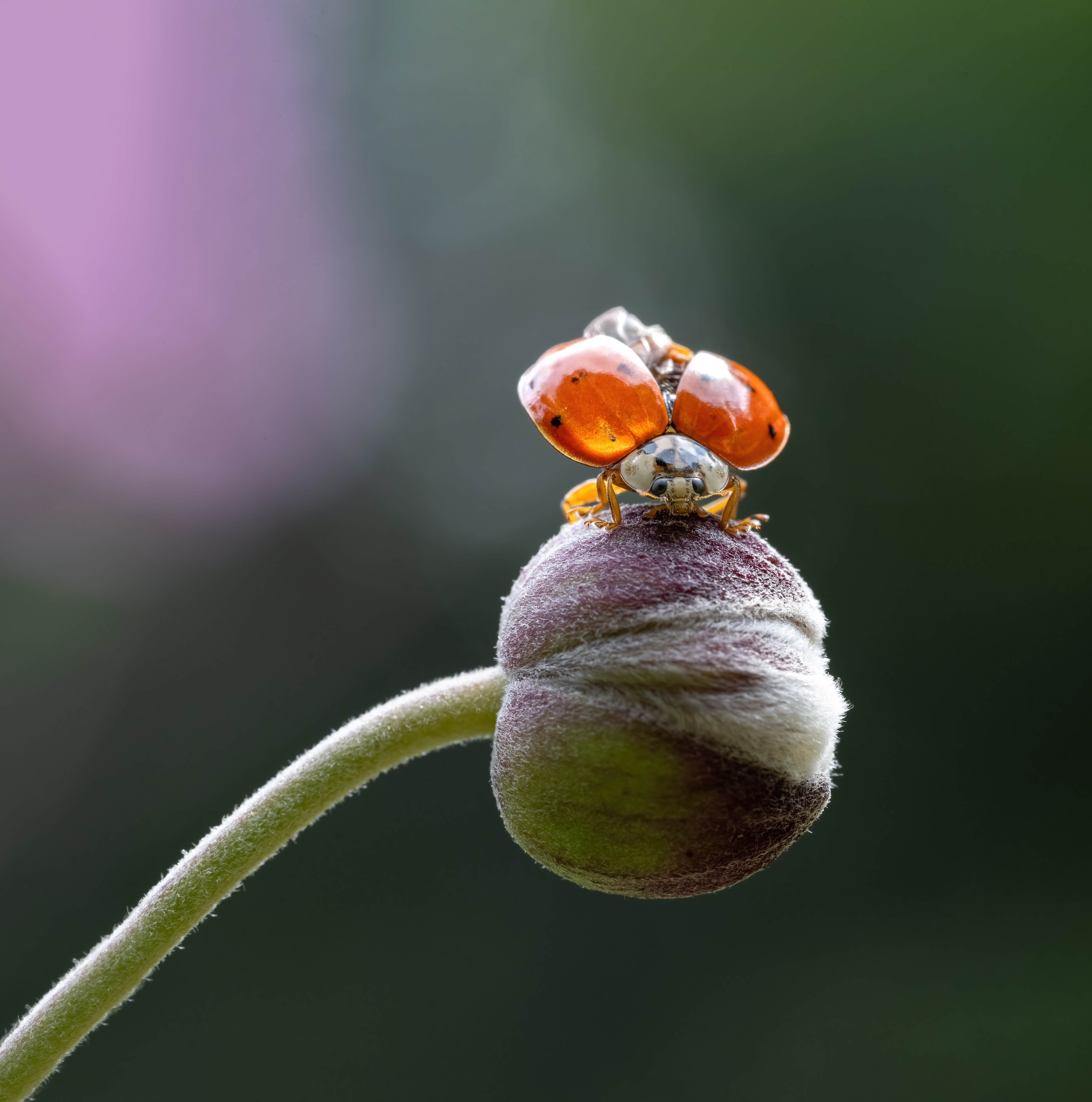
비행 준비

## 통제
이 딱정벌레가 도입되어 토착종과 생물 다양성, 포도 산업에 위협을 가하는 지역에서는 수많은 통제 방법이 연구되어 왔다. 통제 방법에는 살충제, 덫, 딱정벌레 집합체 제거, 건물 침입 기계적 방지 등이 포함된다. 개발 중인 방법에는 기생성 성병성 진드기와 곰팡이 질병을 포함한 자연 기생충 및 병원균 조사가 포함된다.
개인 주택에서 무당벌레를 다루는 가장 좋은 방법은 딱정벌레가 들어올 수 있는 구멍을 밀봉하는 것이다. 쓸어내고 진공 청소기로 청소하는 것은 집에서 제거하는 효과적인 방법으로 간주되지만, 반사 출혈을 유발하지 않도록 조심스럽게 해야 한다. 진공 청소기 호스 안에 나일론 스타킹을 넣고 고무줄로 고정하면 딱정벌레가 기계 안에 모이지 않고 "봉투에 담기도록" 할 수 있다. 실내용으로 설계된 덫은 빛으로 딱정벌레를 유인하여 분리 가능한 봉투에 가두는 방식이다.

## 생화학
무당벌레는 여러 방어 화합물을 분비하는데, 그 중 하나인 (9Z,17R)-9-Octadecene-1,17-diamine (하모닌)은 혈림프에서 분리되었다. 이 분자는 인간 병원균을 포함한 광범위한 항균 활성을 가지는 것으로 보고되었다. 항균 활성은 빠르게 성장하는 마이코박테리아와 결핵균에 대해 가장 뚜렷하며, 클로로퀸 내성 열대열원충 균주의 성장도 억제된다. 각각 결핵과 말라리아의 원인균이다.